# Diméthylallyl-pyrophosphate
Le diméthylallyl-pyrophosphate (DMAPP) est un composé chimique de formule semi-développée (CH3)2C=CH–CH2–O–POO−–O–PO(O−)2. C'est un isomère de l'isopentényl-pyrophosphate (IPP). Il est présent dans à peu près toutes les formes de vie.
C'est un intermédiaire de la voie du mévalonate, une voie métabolique de biosynthèse du diméthylallyl-pyrophosphate et de l'isopentényl-pyrophosphate, précurseurs notamment des terpènes, terpénoïdes et stéroïdes. Il est formé à partir d'acétyl-CoA et d'acide mévalonique, qui donnent de l'IPP, lequel est isomérisé en DMAPP par l'isopentényle diphosphate delta-isomérase.

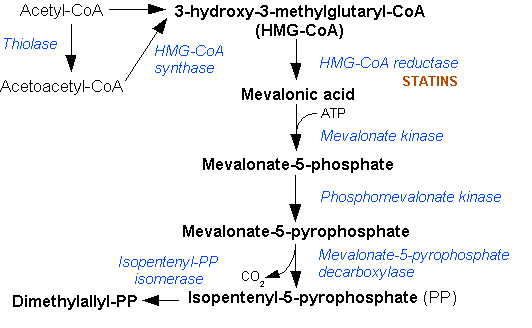
Voie du mévalonate.

Version simplifiée de la biosynthèse des stéroïdes mettant en évidence les intermédiaires diméthylallyl-pyrophosphate (DMAPP), isopentényl-pyrophosphate (IPP), géranyl-pyrophosphate (GPP), squalène et lanostérol ; certains intermédiaires ne sont pas représentés.